# Leuben-Schleinitz
Leuben-Schleinitz este o comună din landul Saxonia, Germania.
1. ↑  GeoNames